# Caracal
Caracal je rod středně velkých (5–25 kg) kočkovitých šelem. Dříve do něj byl řazen pouze karakal, dnes zahrnuje ještě kočku zlatou (Caracal aurata). Někdy bývá do rodu řazen serval (jako Caracal serval), nicméně ten podle většiny taxonomických studií vytváří svůj vlastní monotypický rod Leptailurus. Zástupci tohoto rodu se od ostatních kočkovitých oddělili asi před 8,5 miliony lety, poté se oddělila linie servala (asi před 5,6 miliony lety) a následně divergovala kočka zlatá a karakal na současné dva druhy před asi 1,9 miliony lety. Pro zástupce tohoto rodu je typická relativně malá hlava a ve srovnání s většinou jiných koček krátký ocas. Žijí v Africe a živí se malými a středně velkými živočichy.